# Dvorac Čachtice
Dvorac Čachtice (slk. Čachtický hrad, mađ.: Csejte Vara) je dvorac u Slovačkoj pokraj sela Čachtice. Ona stoji na brežuljku koji sadrži rijetke biljke, te je proglašen nacionalnim prirodni rezervatom zbog tog razloga. Dvorac je bio rezidencija i poslije zatvor grofice Elizabete Bathory.

## Povijest
Čachtice je sredinom 13. stoljeća izgradio Kazimir iz Hont-Pázmány Gensa. Kasnije je vlasnik dvorca bio Máté Csák, a onda i Elizabeta Bathory. Čachtice, okolna zemljišta i sela, bio je vjenčani dar obitelji Nádasdy nakon Elizabetinog braka s Ferencom Nádasdyjem 1575.
Izvorno, Čachtice je bio romanički dvorac, a kasnije je pretvoren u gotički dvorac te je njegova veličina povećana u 15. i 16. stoljeću. Renesansna obnova uslijedila je u 17. stoljeću. Konačno, 1708. godine dvorac su zauzeli i opustošili pobunjenici Ferenca II. Rákocija. Od tada je dvorac napušten.

## Vanjske poveznice
- Čachtice castle and the blood countess Alžbeta Báthory (engl.)